# Lycodes marisalbi
Lycodes marisalbi är en fiskart som beskrevs av Knipowitsch, 1906. Lycodes marisalbi ingår i släktet Lycodes och familjen tånglakefiskar. Inga underarter finns listade i Catalogue of Life.